# 黒木メイサ
黒木 メイサ（くろき めいさ、1988年〈昭和63年〉5月28日 - ）は、日本の俳優、タレント、モデル。沖縄県名護市出身。

## 略歴
1988年（昭和63年）、4人姉妹の末っ子として生まれた。黒木の生家は沖縄県名護市辺野古（へのこ）にある。
10歳の時、黒木はジャネット・ジャクソンに憧れてダンスを始め、沖縄アクターズスクールに通った。
芸能界に入ったきっかけは、中学2年生の時、すぐ上の姉が東京から沖縄に来ていたスカウトの人に声をかけられ、姉が黒木本人が写っているプリクラを見せたところ「この子に会いたい」と興味を示して自宅まで訪れ、そのスカウトの人に会ったことだった。1年間は断っていたが、中学卒業時に芸能界入りと上京を決心。15歳で上京し、同じ事務所に所属する若手女優たちと寮生活を送る。その時の同寮生の一人が堀北真希であり、スカウトされて芸能界入りしたという共通点もあって、何でも話せる仲になったといい、黒木が下記の第1子出産をした時には堀北に報告のメールも送ったという。また、2人のマネージャーは同じ人物だった時もある。
2004年（平成16年）、女性ファッション雑誌『JJ』（光文社）にモデルとして出演するようになった。同年2月には、つかこうへい演出の舞台『熱海殺人事件・平壌から来た女刑事』に舞台初出演して主役を務めた。以降は女優として舞台、ドラマ、映画などに多数出演している。
2007年（平成19年）、第44回ゴールデン・アロー賞（2006年度）新人賞を受賞。翌2008年（平成20年）6月からは、女優に加えて歌手としての活動も始めている。
2012年（平成24年）2月9日、歌手の赤西仁と結婚したと、所属事務所を通じてFAXで発表した。発表当日のスクープ記事に対応する形で公式発表された。また『スポーツニッポン』等では黒木が妊娠2か月であると報じられていた。結婚報道から、2か月以上過ぎた同年4月14日に、所属事務所から妊娠4か月であることを正式発表。報道各社に直筆のFAXを送信した。2012年9月23日午後、夫の赤西立ち会いのもと第1子となる女児を出産。当日夜、夫婦連名のFAXで、第1子の誕生を報告した。結婚時には披露宴などは行われなかったが、2016年に東京アメリカン倶楽部で結婚披露宴を行ったことが報じられた。
2016年（平成28年）11月26日、第2子妊娠を報告。2017年（平成29年）6月7日、第2子の男児の出産をTwitter（現：X）で報告した。
2023年（令和5年）4月30日、同日を以って19年間所属したスウィートパワーを退所し、以後は海外を拠点に活動していくことを自身のTwitter（現：X）にて明らかにした。同年12月25日、赤西仁と離婚したことを自身のInstagramにて公表した。

## 人物
- B82 W65 H90[3]。
- 好きな食べ物は肉、焼肉。
- 好きな女優はアンジェリーナ・ジョリーで、『17歳のカルテ』が自分の中での名作と言う。好きなアーティストはアッシャー[20]。
- 亡き父に面影が似ている中井貴一を慕っており、中井は「黒木がバージンロードを歩く時は、自分が父親代わりになって一緒に歩く」と語ったことがある[21][22]。なお、中井とはテレビドラマ『風のガーデン』『時は立ちどまらない』にて、親子役で共演している。
- 母方の家系にスペインの血が入っていると告白している[23]。
- 親戚の1人に大相撲関取の宮乃風がおり、2025年5月場所で宮乃風が十両昇進した際は祝賀会に出席し祝福した[24]。

## 出演

### テレビドラマ
- めだか（2004年10月 - 12月、フジテレビ） - 吉住明日香 役
- ほんとにあった怖い話「最期のメッセージ」（2004年12月6日、フジテレビ） - 三橋恵理子 役
- 恋する日曜日・文學の唄「蒲団」（2005年10月2日・9日、BS-i） - 主演・横山佳子 役
- ある愛の詩（2006年3月27日、TBS） - 主演・柏木流香 役
- 白虎隊（2007年1月6日・7日、テレビ朝日） - 浅井小夜子 役
- 拝啓、父上様（2007年1月 - 3月、フジテレビ） - 唐沢ナオミ 役
- 生徒諸君! 第1話（2007年4月20日、ABC・テレビ朝日） - 園井優子 役
- 1ポンドの福音（2008年1月 - 3月、日本テレビ） - シスターアンジェラ 役[25]
- 扉は閉ざされたまま（2008年3月29日、WOWOW） - 主演・碓氷優佳 役
- 風のガーデン（2008年10月 - 12月、フジテレビ） - 白鳥ルイ 役
- 男装の麗人〜川島芳子の生涯〜（2008年12月6日、テレビ朝日） - 主演・川島芳子 役[26]
- チャンス!〜彼女が成功した理由〜（2009年3月7日・14日、フジテレビ） - 玉置沙織 役[27]
- 任侠ヘルパー（2009年7月 - 9月、フジテレビ） - 四方木りこ 役
  - 任侠ヘルパースペシャル（2011年1月9日）
- 最後の約束（2010年1月9日、フジテレビ） - 新見有里子 役
- 新参者（2010年4月 - 6月、TBS） - 青山亜美 役
  - 新春ドラマ特別企画「赤い指〜『新参者』加賀恭一郎再び!」（2011年1月3日）
- 幸せになろうよ（2011年4月 - 6月、フジテレビ） - 柳沢春菜 役
- ジウ 警視庁特殊犯捜査係（2011年7月 - 9月、テレビ朝日） - 主演・伊崎基子 役（多部未華子とW主演）[28]
- 八重の桜 第16話 - 27話（2013年4月21日 - 7月7日、NHK） - 中野竹子 役[29]
- TAKE FIVE〜俺たちは愛を盗めるか〜 第5話・第6話（2013年5月17日・24日、TBS） - 柴崎ナルミ 役[30]
- オリンピックの身代金（2013年11月30日・12月1日、テレビ朝日） - 落合有美 役[31]
- 時は立ちどまらない（2014年2月22日、テレビ朝日） - 西郷千晶 役[32]
- ブラック・プレジデント（2014年4月 - 6月、関西テレビ） - 秋山杏子 役[33]
- タイムスパイラル（2014年9月 - 10月、NHK BSプレミアム） - 主演・相沢奈月 役[34]
- 悪貨（2014年11月 - 12月、WOWOW） - 主演・宮園エリカ 役（及川光博とW主演）[35]
- 恋愛あるある。「社内恋愛あるある」（2015年6月24日、フジテレビ） - 主演・道山清美 役[36]
- デザイナーベイビー - 速水刑事、産休前の難事件 -（2015年9月22日 - 11月10日、NHK） - 主演・速水悠里 役[37]
- 世にも奇妙な物語 '16秋の特別編「シンクロニシティ」（2016年10月8日、フジテレビ） - 主演・逸見栄子 役[38]
- 拝啓、民泊様。（2016年10月 - 11月、MBS・TBS） - 主演・山下沙織 役[39]
- ドクターX〜外科医・大門未知子〜 第10話（2016年12月15日、テレビ朝日） - 十希子 役[40]
- 花嵐の剣士 〜幕末を生きた女剣士・中澤琴〜（2017年1月14日、NHK BSプレミアム） - 主演・中沢琴 役[41]
- オトナ高校（2017年10月14日 - 12月9日、テレビ朝日） - 園部真希 役[42]
- 不発弾 〜ブラックマネーを操る男〜（2018年6月10日 - 7月15日、WOWOW） - 小堀弓子 役[43]

### ネットドラマ
- 水夢（2005年、goo movie） - 主演
- マンハッタンダイアリーズ（2007年、GyaO） - 主演・九堂絢子 役
- 星に願いを（2018年1月、You Tube） - 主演・鬼塚遥 役[44]

### 映画
- 同じ月を見ている（2005年） - 杉山エミ 役
- カミュなんて知らない（2006年） - レイ 役
- 着信アリ Final（2006年） - 主演・草間えみり 役
- ただ、君を愛してる（2006年） - 富山みゆき 役
- 大帝の剣（2007年） - 牡丹（天草四郎） 役
- ベクシル 2077日本鎖国（2007年） - 声の主演：ベクシル・セラ 役[45]
- クローズZERO（2007年） - 逢沢ルカ 役
  - クローズZERO II（2009年）
- 昴-スバル-（2009年） - 主演・宮本すばる 役
- ASSAULT GIRLS（2009年） - 主演・グレイ 役
- 矢島美容室 THE MOVIE 〜夢をつかまネバダ〜（2010年） - ラズベリー 役
- SPACE BATTLESHIP ヤマト（2010年） - 森雪 役
- アンダルシア 女神の報復（2011年） - 新藤結花 役
- 麒麟の翼 〜劇場版・新参者〜（2012年） - 青山亜美 役
- 任侠ヘルパー（2012年） - 四方木りこ 役
- ルパン三世（2014年） - 峰不二子 役
- 青禾男高（チンヒョウナンコウ）（2017年、中国映画） - 柴田清子 役[46]

### 舞台
- 熱海殺人事件・平壌から来た女刑事（2004年） - 主演・水野朋子 役
- Endless SHOCK（2005年1月8日 - 2月28日、帝国劇場） - リカ 役
- あずみ〜AZUMI on STAGE〜（2005年4月3日 - 26日、明治座） - 主演・あずみ 役[47]
  - あずみ〜AZUMI RETURNS〜（2006年4月1日 - 16日、4月29日 - 5月4日、明治座） - 主演・あずみ 役
- 調教師（2005年11月5日 - 20日、Bunkamuraシアターコクーン / 11月24日 - 27日、兵庫県立芸術文化センター 中ホール） - モモ 役[48]
- 何日君再来 イツノヒカキミカエル（2007年5月4日 - 22日、日生劇場 / 5月25日 - 28日、シアター・ドラマシティ） - 玲（リン）役[49]
- 赤い城 黒い砂（2009年4月3日 - 5日、南座 / 4月11日 - 26日、日生劇場） - 主演・王女ナジャ 役[50]
- 女信長（2009年6月5日 - 21日、青山劇場 / 2009年6月26日 - 28日、シアターBRAVA!） - 主演・織田信長 役[51]
- 飛龍伝2010 ラストプリンセス（2010年2月3日 - 21日、新橋演舞場 他） - 主演・神林美智子 役[52]
- 朗読劇「宮沢賢治が伝えること」（2012年5月12日・13日、世田谷パブリックシアター）[14][53]
- 「源平盛衰記」異聞　巴御前女武者伝説（2013年8月4日 - 25日、明治座） - 主演・巴御前 役[54][55]
- VAMP〜魔性のダンサー ローラ・モンテス〜（2014年8月24日 - 9月8日、EXシアター六本木） - 主演・ローラ・モンテス 役[56]

### DVD
- short film きみのゆびさき（2006年、石川寛監督作品）

### 吹き替え
- 海外ドラマ IRIS-アイリス-（2010年、TBS） - チェ・スンヒ 役

### ゲーム
- レイトン ミステリージャーニー カトリーエイルと大富豪の陰謀（2017年7月20日発売、レベルファイブ） - ジェラルディン・ロイヤーの声 [57]

### ミュージックビデオ
- 久保田利伸「君のそばに」（2005年）

### CM・広告
- 京都きもの友禅（2004年8月 - 2005年2月）[4]
- 日本トランスオーシャン航空（2005年1月 - 3月）[4]
- コーセー「エスプリーク」（2005年2月 - 2006年2月）[4]
- NTTドコモ「FOMA」レン・アイ・ビト お祝い篇（2005年8月 - 2008年2月）[4]
- 資生堂「TSUBAKI」（2006年6月 - 2007年6月）[4]
- 全日本空輸「LIVE/中国/ANA」（2006年7月 - 2007年7月）[4]
- ユニクロ
  - 「レギンスパンツ」（2010年8月 - 2012年8月[4]）[58]
  - 「新ウルトラライトダウン」（2011年9月 - ）[59]
- アサヒ飲料「ぎゅぎゅっとしみこむコラーゲンウォーター」（2006年11月 - 2007年11月）[4]
- ハウス食品「GABAN POTATO CHIPS」（2007年6月 - 2008年6月）[4]
- 東芝「W62T」Sportio W63T」（2008年6月 - 8月）[4]
- 麒麟麦酒
  - 「スムース」（2008年9月 - 2009年9月）[4]
  - 「コーラショック」（2009年9月 - 2010年9月）[4]
- FOOD ACTION NIPPON（2009年7月 - 9月）[4]
- ロレアル（2010年1月 - 2011年12月）[4]
- 大和ハウス工業「ダイワマンシリーズ」（2010年8月 - 2011年7月）[4]
- ネスレ日本「キットカット」（2010年9月 - 2011年8月）[4]
- セイコーエプソン「カラリオ」（2010年9月 - 2011年9月）[4]
- アルマーニ 2009年度日本イメージモデル[60]
- 森永乳業「アロエヨーグルト」（2011年7月 - 2012年6月[4]）[61]
- SUNTORY「リプトン スマートタイムズ」（2011年9月 - 2012年3月[4]）[62]
- 富士重工業「スバル・BRZ」（2012年2月 - 4月[4]）[63]
- バンダイ「スマートペット」（2012年3月 - 9月[4]）[64]
- カネボウ化粧品
  - 「KATE」（2012年7月 - 2019年7月）[4][65]
    - 「ケイト フォルミングエッジアイズ」（2016年2月 - ）[66]
- ANW「GIVRE TOKYO」（2016年6月 - ）[67]

## ディスコグラフィ

### アルバム

#### フルアルバム
|     | 発売日        | タイトル | 規格      | 規格品番                                                                           |
| --- | ------------- | -------- | --------- | ---------------------------------------------------------------------------------- |
| 1st | 2011年1月26日 | MAGAZINE | CD+DVD CD | SRCL-7522/3（初回生産限定盤A） SRCL-7524/5（初回生産限定盤B） SRCL-7526（通常盤）  |
| 2nd | 2012年2月15日 | UNLOCKED | CD+DVD CD | SRCL-7849/50（初回生産限定盤A） SRCL-7851/2（初回生産限定盤B） SRCL-7853（通常盤） |

#### ミニアルバム
|     | 発売日       | タイトル | 規格      | 規格品番                                          |
| --- | ------------ | -------- | --------- | ------------------------------------------------- |
| 1st | 2009年4月8日 | hellcat  | CD+DVD CD | SRCL-6996/7（初回生産限定盤） SRCL-6998（通常盤） |
| 2nd | 2010年1月1日 | ATTITUDE | CD+DVD CD | SRCL-7195/6（初回生産限定盤） SRCL-7197（通常盤） |

### シングル
|     | 発売日        | タイトル                 | 規格      | 規格品番                                                                               |
| --- | ------------- | ------------------------ | --------- | -------------------------------------------------------------------------------------- |
| 1st | 2009年7月22日 | SHOCK-運命-              | CD+DVD CD | SRCL-7094/5（初回生産限定盤） SRCL-7096（通常盤）                                      |
| 2nd | 2010年6月2日  | 5-FIVE-                  | CD+DVD CD | SRCL-7285/6（初回生産限定盤） SRCL-7287（通常盤）                                      |
| 3rd | 2010年10月6日 | LOL!                     | CD+DVD CD | SRCL-7385/6（初回生産限定盤） SRCL-7387（通常盤）                                      |
| 4th | 2011年4月13日 | One More Drama           | CD+DVD CD | SRCL-7606/7（初回生産限定盤） SRCL-7608（通常盤）                                      |
| 5th | 2011年8月31日 | Wired Life               | CD+DVD CD | SRCL-7724/5（初回生産限定盤） SRCL-7726（通常盤） SRCL-7727（青の祓魔師盤/期間限定盤） |
| 6th | 2011年12月7日 | Woman's Worth/Breeze Out | CD+DVD CD | SRCL-7819/20（初回生産限定盤） SRCL-7821（通常盤）                                     |

### 配信シングル
| 発売日        | タイトル |
| ------------- | -------- |
| 2012年4月23日 | FRENEMY  |

### ミュージック・ビデオ
| 年     | ビデオ         | 監督         |
| ------ | -------------- | ------------ |
| 2008年 | Like This      | 川村ケンスケ |
| 2009年 | Bad Girl       | 久保茂昭     |
| 2009年 | Criminal       | 久保茂昭     |
| 2009年 | SHOCK-運命-    | 久保茂昭     |
| 2010年 | Are ya Ready?  | 久保茂昭     |
| 2010年 | 5-FIVE-        | スミス       |
| 2010年 | LOL!           | 久保茂昭     |
| 2011年 | One More Drama | 久保茂昭     |

### 参加作品
- STUDIO APARTMENT「ミス ユニバース feat. SU, ILMARI（from RIP SLYME）, 黒木メイサ」

### タイアップ
| 曲名          | タイアップ                                  | 収録作品                             |
| Like This     | 東芝携帯電話「Sportio」CMソング             | ミニアルバム「hellcat」              |
| Bad Girl      | 東宝配給映画『クローズZERO II』劇中歌       | ミニアルバム「hellcat」              |
| SHOCK-運命-   | キリンビール「COLA SHOCK」CMソング          | シングル「SHOCK-運命-」              |
| LOL!          | ネスレ日本「キットカット」CMソング          | シングル「LOL!」                     |
| Go Ahead      | SEIKO「LUKIA」イメージソング                | シングル「One More Drama」           |
| Wired Life    | TBS系アニメ『青の祓魔師』エンディングテーマ | シングル「Wired Life」               |
| Woman's Worth | SEIKO「LUKIA」CMソング                      | シングル「Woman's Worth/Breeze Out」 |
| Breeze Out    | スバル「BRZ」テーマソング                   | シングル「Woman's Worth/Breeze Out」 |
| FRENEMY       | バンダイ「スマートペット」CMソング          | デジタルシングル「FRENEMY」          |

## 書籍

### 雑誌
- JJ（2004年2月 - 2009年6月、光文社）
- 25ans（ハースト婦人画報社）

### 写真集
- missmatch - 堀北真希×黒木メイサ×シノヤマキシン（2006年6月、小学館、撮影：篠山紀信）ISBN 978-4093637053
- ルイと風のガーデン 黒木メイサas白鳥ルイ（2008年12月、エフジー武蔵）ISBN 978-4901033459
- LOVE MEISA（2009年7月17日、マガジンハウス、撮影：LESLIE KEE）ISBN 978-4838719853
- INCARNATION（2017年9月29日、東京ニュース通信社、撮影：LESLIE KEE）ISBN 978-4863366718[75]

## 受賞歴
2007年（平成19年）
- 第44回ゴールデン・アロー賞 新人賞

2009年（平成21年）
- 第33回 エランドール賞 新人賞
- 第17回 橋田賞 新人賞
- 第6回 COTTON USAアワード Miss部門
- 第52回 日本ファッション・エディターズ・クラブ 特別賞
- 第8回 Ms.Lily
- フォーエバーマーク賞
- 第5回 Fur of the Year
- 第22回 2009小学館 DIMEトレンド大賞 トレンド・ウーマン・オブ・ザ・イヤー
- 第19回TV-LIFE年間ドラマ大賞 助演女優賞（『任侠ヘルパー』）

2011年（平成23年）
- 第28回 ベストジーニスト

2012年（平成24年）
- 第29回 ベストジーニスト